# Polygrammodes trifolialis
Polygrammodes trifolialis là một loài bướm đêm trong họ Crambidae.